# Estrep (enginyeria)
|  | Per a altres significats, vegeu «Estrep». |

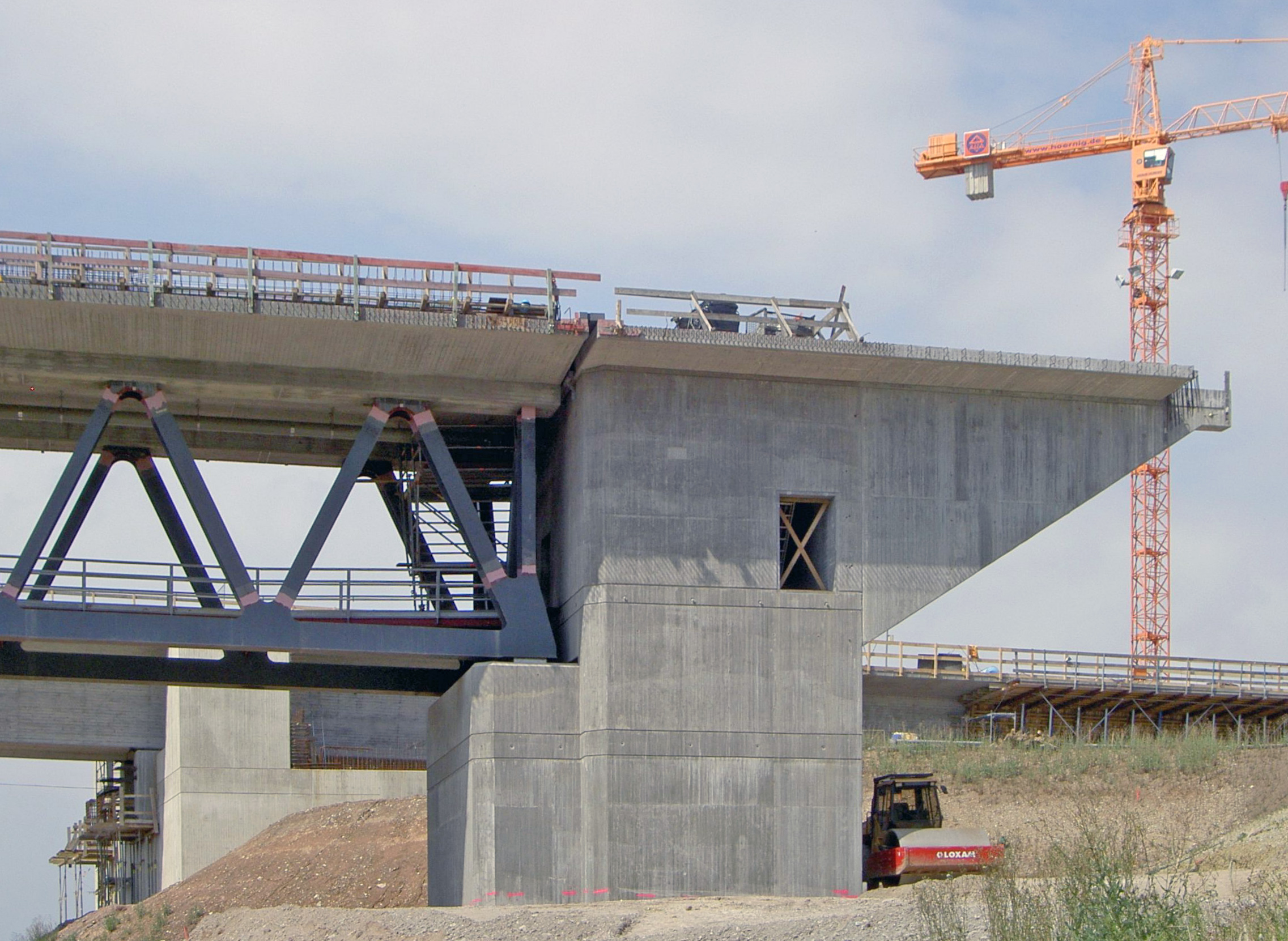
Estreps d'un pont en construcció.

Un estrep o contrafort és la part d'un pont destinada a suportar el pes de l'armadura.
Els seus objectius són els següents:
- Transmetre el pes als fonaments.
- Mantenir la disposició de la terra.
- Unir l'estructura a les vies d'accés.
- Servir de suport a un arc dins d'una estructura.